# Municipio de Springfield (condado de Gallia)
El municipio de Springfield (en inglés: Springfield Township) es un municipio ubicado en el condado de Gallia en el estado estadounidense de Ohio. En el año 2010 tenía una población de 3664 habitantes y una densidad poblacional de 38,37 personas por km².

## Geografía
El municipio de Springfield se encuentra ubicado en las coordenadas 38°53′35″N 82°17′6″O / 38.89306, -82.28500. Según la Oficina del Censo de los Estados Unidos, el municipio tiene una superficie total de 95.48 km², de la cual 95,05 km² corresponden a tierra firme y (0,44 %) 0,42 km² es agua.

## Demografía
Según el censo de 2010, había 3664 personas residiendo en el municipio de Springfield. La densidad de población era de 38,37 hab./km². De los 3664 habitantes, el municipio de Springfield estaba compuesto por el 91,81 % blancos, el 5,7 % eran afroamericanos, el 0,3 % eran amerindios, el 0,14 % eran asiáticos, el 0,14 % eran de otras razas y el 1,91 % eran de una mezcla de razas. Del total de la población el 0,79 % eran hispanos o latinos de cualquier raza.